# Kidoș, Bereg
Kidoș (în ucraineană Кідьош, maghiară Kígyós) este o comună în raionul Bereg, regiunea Transcarpatia, Ucraina, formată numai din satul de reședință.

## Demografie
Componența lingvistică a comunei Kidoș
     Maghiară (86,93%)
     Ucraineană (12,63%)
     Alte limbi (0,45%)
Conform recensământului din 2001, majoritatea populației comunei Kidoș era vorbitoare de maghiară (86,93%), existând în minoritate și vorbitori de ucraineană (12,63%).